# Kuno Tönnies
Kuno Tönnies (* 30. August 1907 in Eutin; † 28. Juli 1963 ebenda) war ein deutscher Jurist.
Er war der jüngste Sohn des Soziologen Ferdinand Tönnies (1855–1936), Bruder des Chemikers Gerrit Toennies (1898–1978) und des Ingenieurs Jan Friedrich Tönnies (1902–1970), Onkel des Physikers Jan Peter Toennies und Vater der bildenden Künstlerin Regine Cornelius, der Juristin und Professorin für Soziologie Sibylle Tönnies (1944–2017) und des Rechts- und Patentanwalts Jan G. Tönnies (1947–2016). Kuno Tönnies war verheiratet mit Gisela Maria Wilhelmine von Scheve (1916–2000).
Nach dem Zweiten Weltkrieg wurden in Schleswig-Holstein von der britischen Militärverwaltung Landräte und Bürgermeister eingesetzt, unter ihnen Kuno Tönnies. Er war Landrat des Kreises Husum. Am 9. November 1945 bat er um Entlassung aus diesem Amt; infolgedessen wurde er kurz danach von der Militärverwaltung abgesetzt.
Von 1953 bis 1960 war Kuno Tönnies Vorsitzender des Kreisverbandes Eutin der CDU.